# 李·皮尔逊
李·皮尔逊（英語：Lee Pearson，1974年2月4日—），英国男子马术运动员。他曾代表英国参加2000年、2004年、2008年、2012年、2016年和2020年夏季残疾人奥林匹克运动会马术比赛，获得十四枚金牌、二枚银牌和一枚铜牌。